# 달천중학교
달천중학교(達川中學校)는 대한민국 울산광역시 북구 달천동에 있는 공립 중학교이다.

## 학교 연혁
- 2007년 12월 27일 : 달천중학교 남여 24학급 설립인가
- 2008년 3월 1일 : 초대 이수성 교장 취임
- 2008년 3월 5일 : 개교 및 제1회 입학식 (323명)
- 2011년 2월 10일 : 제1회 졸업식 (353명)
- 2019년 9월 1일 : 제4대 이경재 교장 부임
- 2023년 3월 2일 : 제16회 입학식 (222명)
- 2023년 12월 27일 : 제14회 졸업식 (241명)

## 참고 자료
- 달천중학교 - 한국교육학술정보원 학교알리미